# Djurgårdens IF Fotboll 1970
Djurgårdens IF Fotboll, spelade 1970 i Allsvenskan. Denna säsong kom man på en 3:e plats och blev bästa klubb i Stockholm.
Med ett hemmapubliksnitt på 10092 blev Dan Brzokoupil lagets bäste målskytt med 9 mål.